# دارين بيري (لاعب كرة قدم أمريكية)
دارين بيري (بالإنجليزية: Darren Perry)‏ هو لاعب كرة قدم أمريكية أمريكي، ولد في 29 ديسمبر 1968 في تشيسابيك في الولايات المتحدة.

## وصلات خارجية
- دارين بيري على موقع مرجع كرة القدم المحترفة.كوم (الإنجليزية)